# Multipel sklerose og spasticitet
Spasticitet er et hyppigt forekommende symptom for patienter med multipel sklerose. Spasticitet skyldes ofte en kombination af en helt eller delvist lammet muskel, der på samme tid er anspændt og overaktiv med muskeltrækninger. Mellem 60-90 % af patienter med multipel sklerose (MS) er ramt af spasticitet. I Danmark lider cirka 10.000 mennesker af MS. Omkring halvdelen har problemer med spasticitet. 

## Opståen
Spasticiteten opstår som følge af den beskadigelse af centralnervesystemet, som sker ved MS. Særligt beskadiges nervernes beskyttende lag kaldet myelin, som normalt sikrer, at nerveimpulserne transmitteres frit til musklerne. Myelin skaden betyder, at nerverne sender for mange beskeder til musklerne om at trække sig sammen, samtidig med at de signaler som burde få musklerne til at slappe af igen, ikke når frem. Det medfører en overaktivitet af nervecellerne, som giver uregelmæssige muskelkramper og vedvarende stivhed i musklerne. 
Spasticiteten er et alvorligt symptom og belastning for MS patienter, der i forvejen lever med alvorlige handicaps som følge af sklerose.

## Livskvalitet og MS-spasticitet
Spasticitet mindsker udholdenhed, balance og bevægefrihed og kan resultere i uregelmæssig gang og en stiv og ukorrekt kropsholdning. I svære tilfælde kan patienten blive afhængig af kørestol. De spastiske kramper kan desuden påvirker patientens blærekontrol. Spasticitet gør også MS patienter ekstra trætte, hvilket bidrager til den træthed, som MS patienterne generelt oplever som en del af deres sygdom og deres behandling.
Fordi spasticitet går udover patientens muskelkontrol, bliver det svært at gennemføre opgaver, som kræver fri bevægelighed, såsom at gå, vaske sig og gennemføre daglige opgaver.
Et studie fra Yale MS Clinic and Research Center fra 2004 viser således, at 17 % af de deltagende patienter jævnligt følte sig begrænset af spasticitet. 13 % var dagligt begrænset, og 4 % var ude af stand til at udføre aktiviteter i dagligdagen.

## Begrænsninger
Spasticitetens begrænsninger gør mange patienter afhængige af hjælp fra familie eller plejepersonale, og det har en negativ betydning for livskvaliteten da uafhængigheden hæmmer patientens fysiske og sociale livsudfoldelse.    Familielivet påvirkes også. Et studie fra School of Nursing, State University of New York viser, at det er en stor belastning fysisk, følelsesmæssigt og økonomisk for hele familien, at passe en pårørende med MS.

## Behandling
Behandlingen for MS spasticitet er i udgangspunktet fysioterapi. Øvelser og oplæring i hensigtsmæssige bevægemønstre kan dæmpe eller helt fjerne spasticiteten samt bedre muskelstyrken.
Med hensyn til den medicinske behandling af MS spasticitet gælder det generelt, at de tilgængelige præparaters effekt og bivirkninger hos den enkelte person ikke er let at forudsige, lige som ingen af disse lægemidler er udviklet med henblik på behandling af MS spasticitet.